# Ermanno Cressoni
Ermanno Cressoni (Milán, 22 de julio de 1939 - Milán, 30 de junio de 2005) fue un diseñador de automóviles italiano que trabajó para Alfa Romeo y Fiat durante su carrera. Diseñó o dirigió el diseño de varios coches importantes, como el Alfa Romeo 75 y el Fiat Coupé (en colaboración con Chris Bangle). A menudo se le conocía como «Arch». Falleció en Milán, Italia, en junio de 2005, tras más de un año de lucha contra el cáncer.

## Carrera

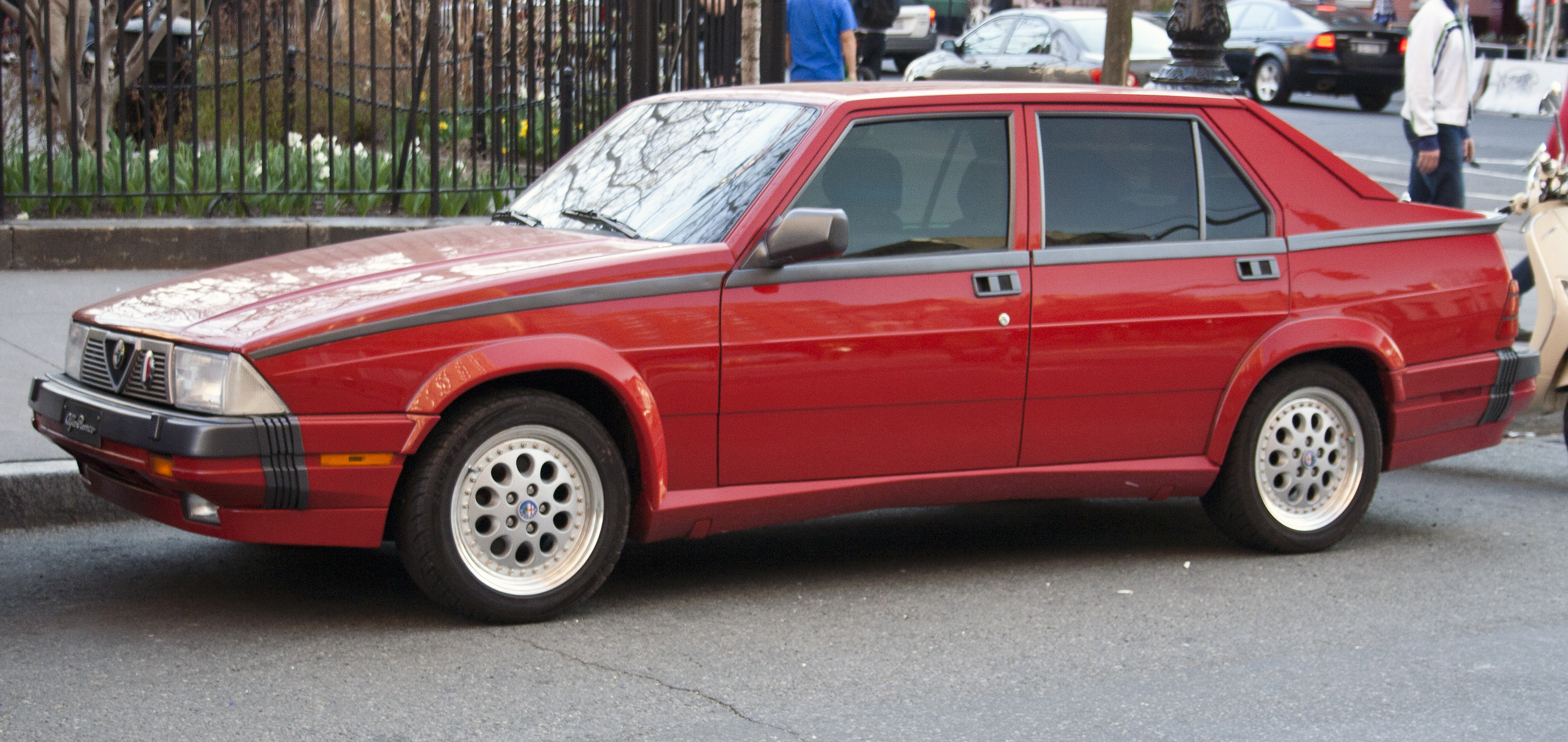
Alfa Romeo Milano (US version of the 75), an example of Cressoni's "La Linea" design style

Cressoni fue director del Centro Stile Alfa Romeo, donde diseñó y supervisó una amplia gama de automóviles, incluyendo el Alfa Romeo Alfetta sedán (1972). Desde finales de la década de 1970, sus diseños de líneas definidas, «La Linea», se incorporaron al Giulietta (1977), al Alfa Romeo 33 (1983) y al Alfa Romeo 75 (1985). En 1985, Cressoni patentó un diseño para una consola central que ofrecía espacio de almacenamiento adicional gracias a un freno de mano en forma de U y obtuvo una patente estadounidense (número 4.818.008) en 1989.
Tras la adquisición de Alfa Romeo por parte de Fiat en 1986, se convirtió en director del Centro Stile Fiat, donde dirigió el equipo que produjo:
- Fiat Cinquecento (1991)
- Fiat Coupé (1993)
- Fiat Barchetta (1995)
- Fiat Bravo (1995)

Muchos de sus empleados de Alfa Romeo y del Centro Stile Fiat se convirtieron en diseñadores influyentes por derecho propio, como Chris Bangle, Walter de Silva y Andreas Zapatinas.

### Los inicios en Alfa Romeo

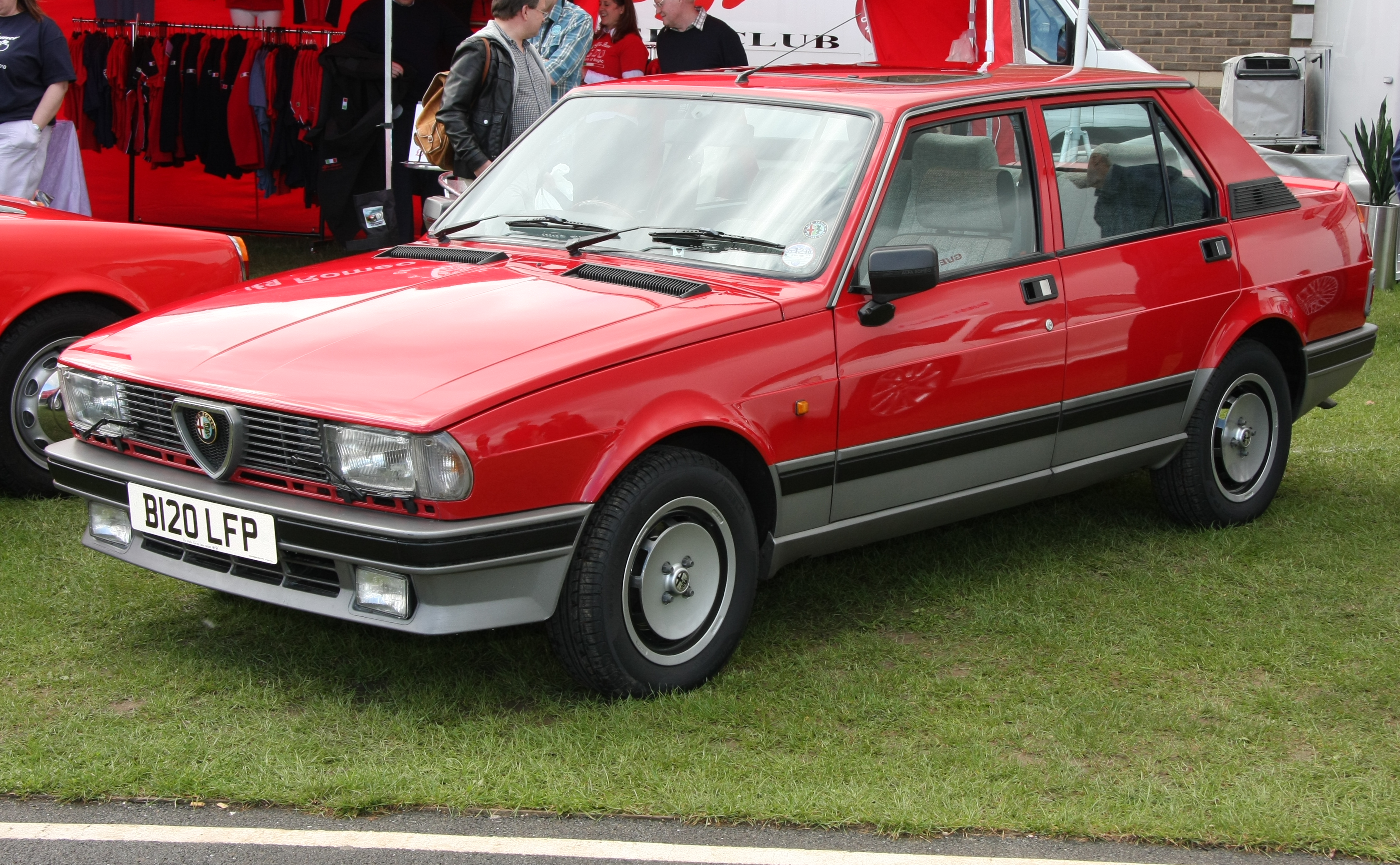
Alfa Giulietta, el primer coche diseñado por Cressoni que conserva todas las características estilísticas del diseñador italiano, en concreto la "línea de cuña".

Inmediatamente después de graduarse en arquitectura, fue contratado en el Centro Stile Alfa Romeo en 1965 y, posteriormente, asumió la dirección en 1975, convirtiéndose en el primer arquitecto en dirigir un centro de estilo automotriz.
A lo largo de su carrera, diseñó modelos como el 33 y el 75, pero su obra maestra es el Giulietta de 1977, caracterizado por la llamada "cuña deportiva", con la que introdujo la línea de cuña que distinguiría a los Alfa Romeo posteriores y se convertiría en el arquetipo absoluto de los deportivos. También patentó el característico freno de mano en forma de "U" del Alfa 75.

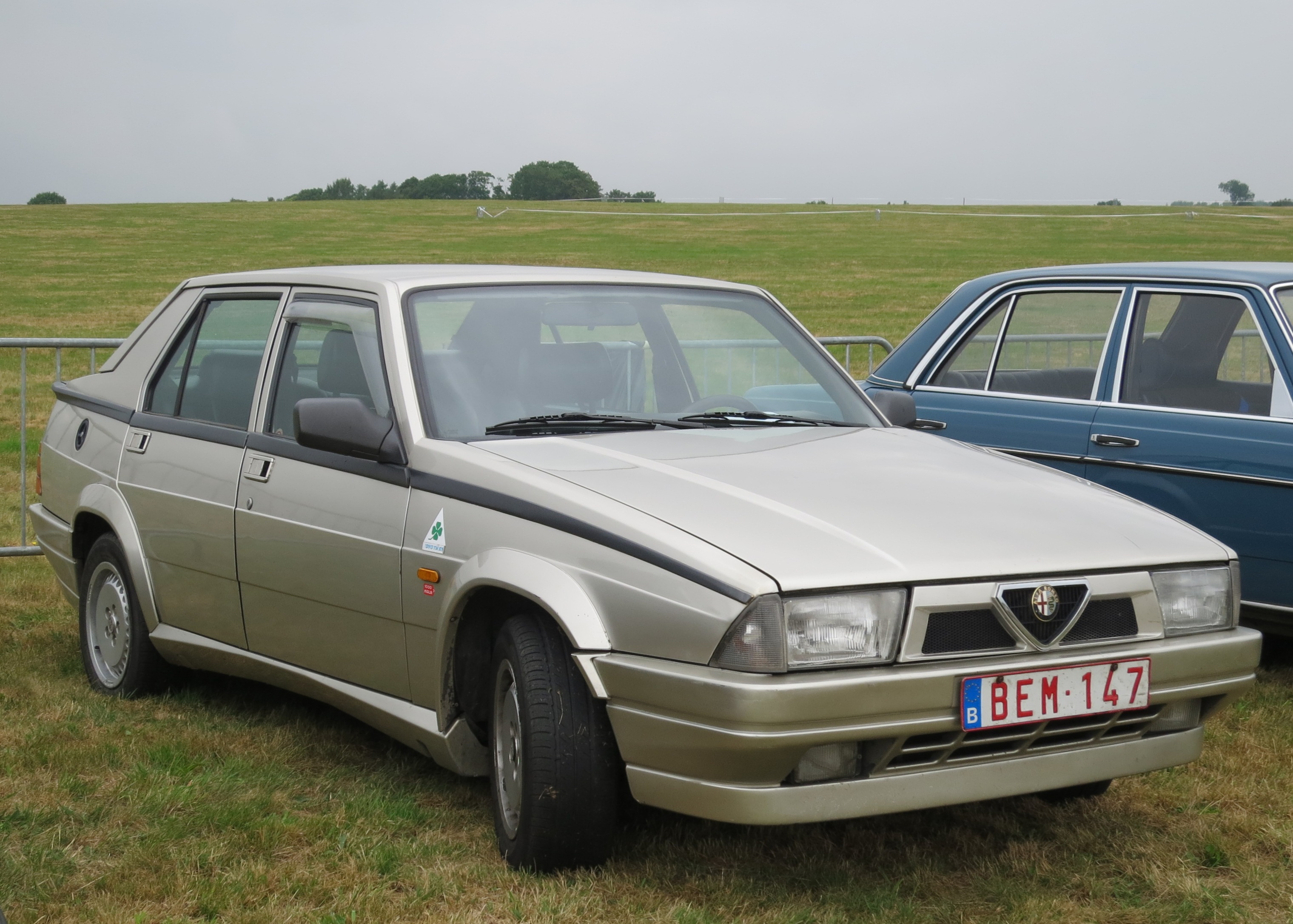
Alfa Romeo 75, la obra más famosa del diseñador milanés

### Su paso a Fiat
En 1986, llamado por Fiat, dejó Alfa Romeo. Como director del Centro Stile Fiat, entre sus logros más importantes se encuentra la dirección del equipo de diseño del Cinquecento, que él mismo impulsó con fuerza en la empresa. El Cinquecento fue definido por el padre del legendario 500, Dante Giacosa: «un coche bien hecho, pequeño por fuera y grande por dentro». También participó en el diseño del Bravo/Brava, del Coupé en colaboración con Chris Bangle, con interiores firmados por Pininfarina, del Alfa Romeo 145 y del Fiat Barchetta con Andreas Zapatinas.
Desde 1993, cuando el Centro Stile se unificó con todas las marcas del grupo (Alfa, Fiat, Lancia, Autobianchi, Innocenti, cuyos Centros de Diseño, ahora con funciones dentro de la misma estructura, compartían personal y, a menudo, también proyectos, con miras a la unificación y la economía de escala), pasó a dedicarse a los proyectos de Ingeniería Avanzada. En este puesto, desarrolló los prototipos del Fiat Scia de 1993 y del Fiat Armadillo de 1996, y finalmente, de 1996 a 1998, coordinó el proyecto Lancia Dialogos con Pietro Camardella y Mike Robinson de Lancia.

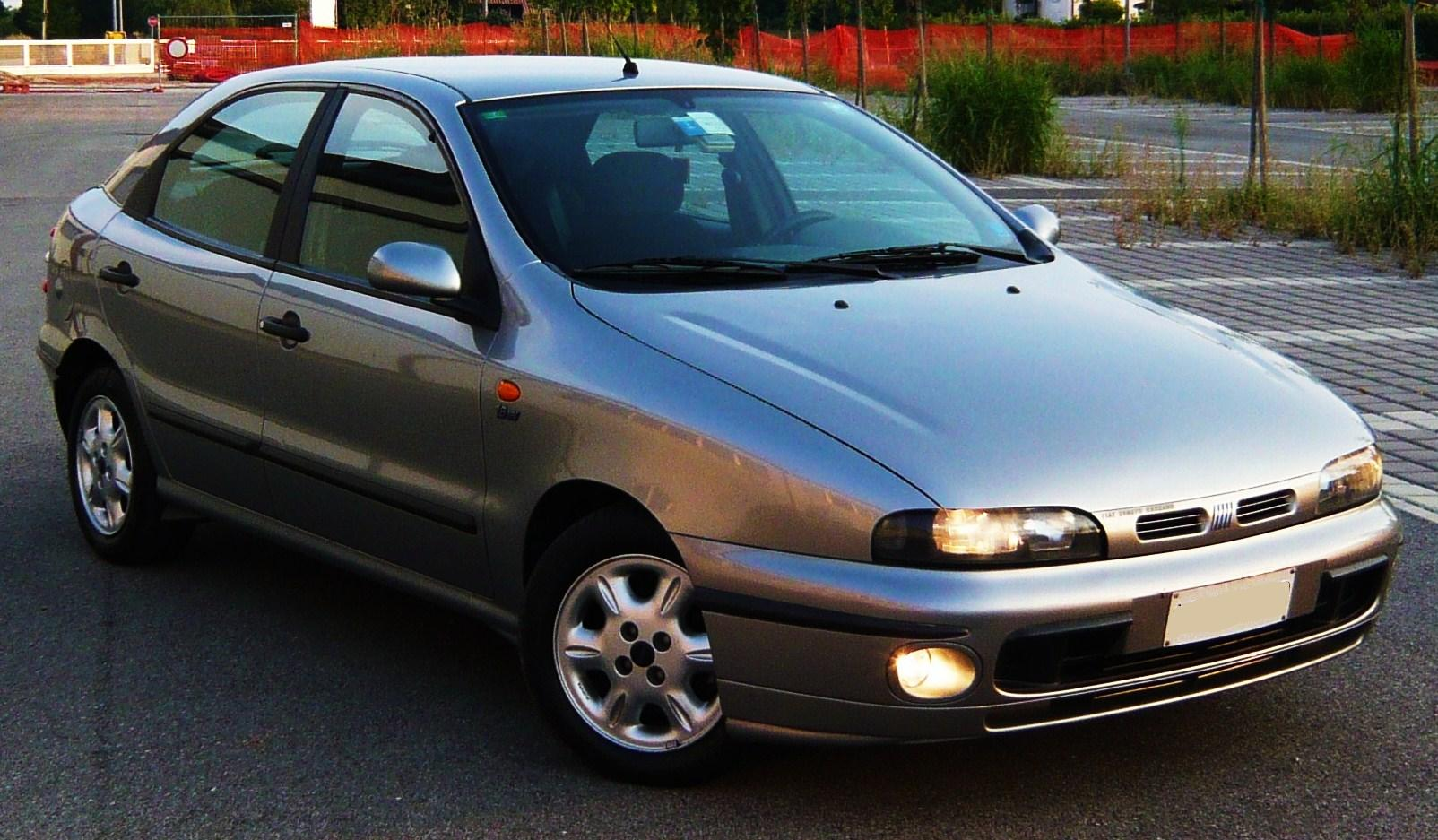
Fiat Brava de 1997, uno de los coches más vendidos de Cressoni.

Siempre dedicado a la innovación, en 1998 obtuvo del entonces director general del grupo Fiat, Paolo Cantarella, la autorización para fundar el Centro Ricerche Design (CRD), el primer proyecto de Diseño Avanzado del grupo. Posteriormente, Pietro Camardella asumió el cargo de diseñador exterior jefe, con la misión de conectar la investigación y el desarrollo de productos mediante la creación de conceptos que posteriormente pudieran desarrollarse para los vehículos de toda la empresa. El primer fruto de este proceso es el prototipo Lancia Nea, desarrollado con Pietro Camardella como diseñador jefe y presentado en París en el año 2000. El prototipo Lancia se desarrolló en estrecha colaboración con el centro de estilo Lancia, dirigido entonces por Mike Robinson, y con los diseñadores Marco Tencone y Alberto Di Lillo.
En 1999, dejó el CRD, que fue asumido por Pietro Camardella. Cressoni fue nombrado para dirigir el departamento de Estilo del grupo FIAT, en sustitución del Ing. Carlo Maria Fugazza, con motivo de la alianza con General Motors. A finales de 2000, dejó la dirección del denominado "Ente Stile di Fiat Auto", el órgano de coordinación de las marcas Alfa Romeo, Lancia y Fiat, y fue sustituido por Humberto Rodríguez, permaneciendo en el Departamento Técnico, con la responsabilidad de las actividades de "Diseño Avanzado".
Finalizará su carrera como consultor en el I.DE.A Institute.; una enfermedad incurable lo arrebata a los sesenta y cinco años. 
Su fuerte personalidad, combinada con grandes cualidades humanas y profesionales y su cultura enciclopédica, lo convirtieron en un gran impulsor de talentos que se han consolidado en el campo del diseño automotriz global.

## Modelos diseñados
- Alfa Romeo Alfetta (1972-1984) (desarrollo parcial)
- Alfa Romeo Giulietta (116) (1977-1985)
- Alfa Romeo 33 (1983-1995)
- Alfa Romeo 75 (1985-1993)
- Fiat Cinquecento (1991-1998)
- Fiat Coupé (1993) (desarrollo parcial)
- Alfa Romeo 145 (1994) (desarrollo parcial)
- Fiat Barchetta (1995-2005) (desarrollo parcial)
- Fiat Bravo/Brava (1995-2002)
- Fiat Scia (1993)
- Fiat Armadillo (1996)
- Lancia Dialogos (1999) (desarrollo parcial)